# Carl Erhardt
Carl Erhardt, född 15 februari 1897 i Beckenham, död 3 maj 1988, var en brittisk ishockeyspelare.
Erhardt blev olympisk guldmedaljör i ishockey vid vinterspelen 1936 i Garmisch-Partenkirchen.